# Желобок (Белгородская область)
Желобо́к — хутор в Максимовском сельском поселении Шебекинского района Белгородской области.

## География
Хутор Желобок расположен на равнине, в 7 километрах от Максимовки и в 7 километрах от границы с Украиной.
Из хутора идёт асфальтированная дорога в хутор Бабенков, а оттуда — в Мешковое и Максимовку. В другую сторону идёт грунтовая дорога в хутор Крепацкий.
Хутор состоит из одной асфальтированной улицы, начинающейся от дороги на Бабенков и заканчивающейся тупиком. К северо-востоку от села протекает ручей. На противоположном берегу ручья ранее была ещё одна улица, но сейчас все дома на ней заброшены.

## Галерея

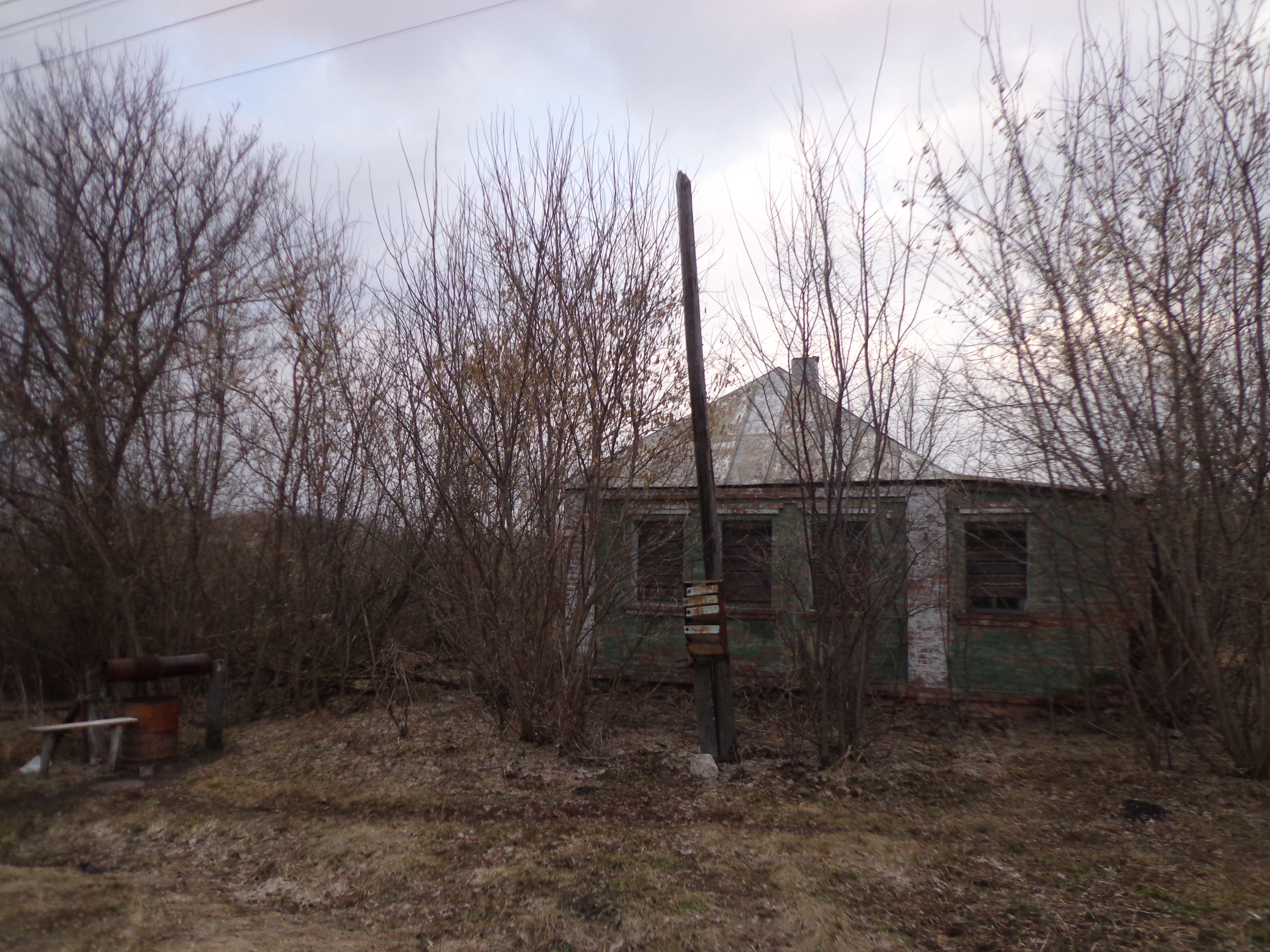
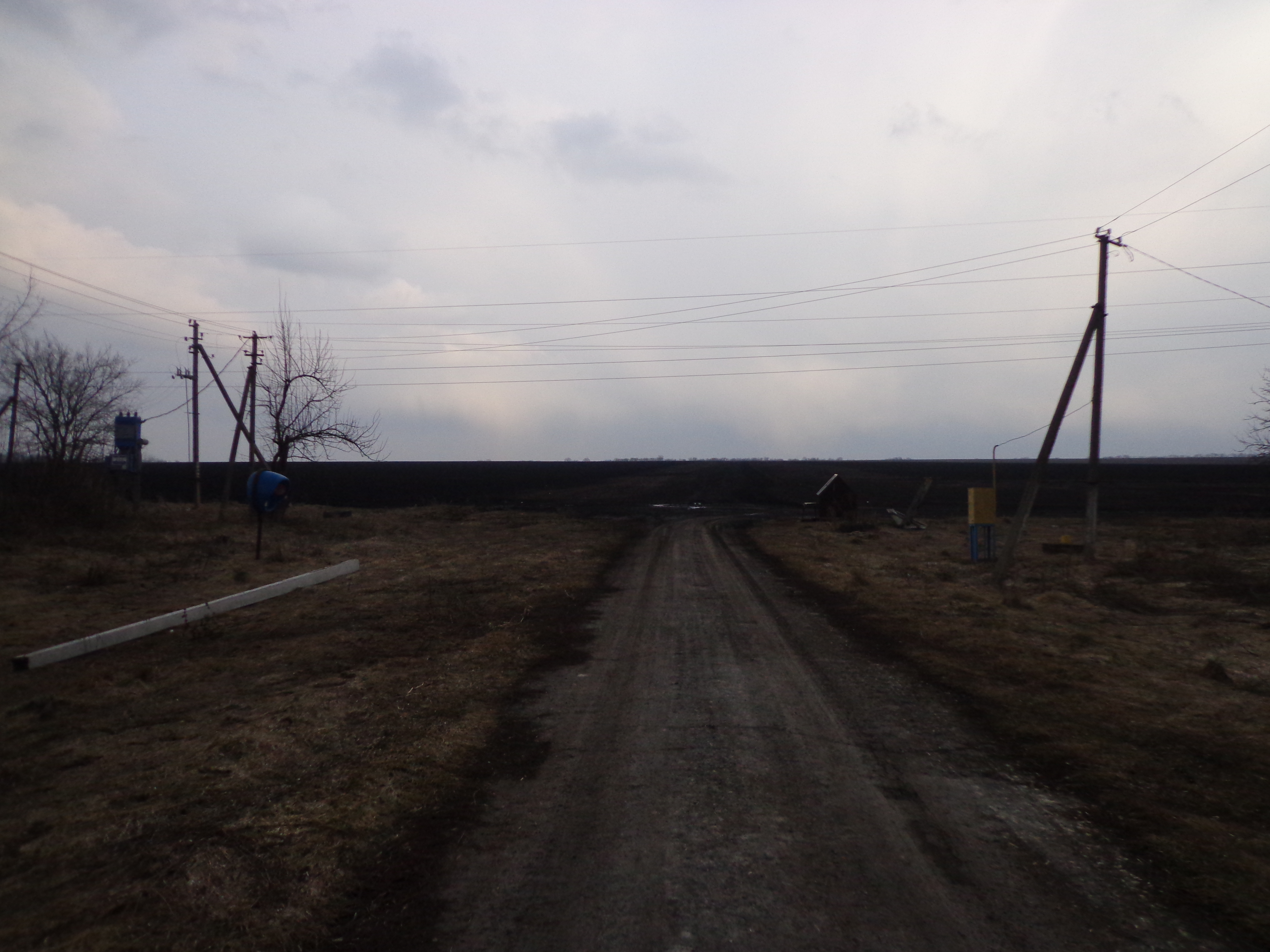
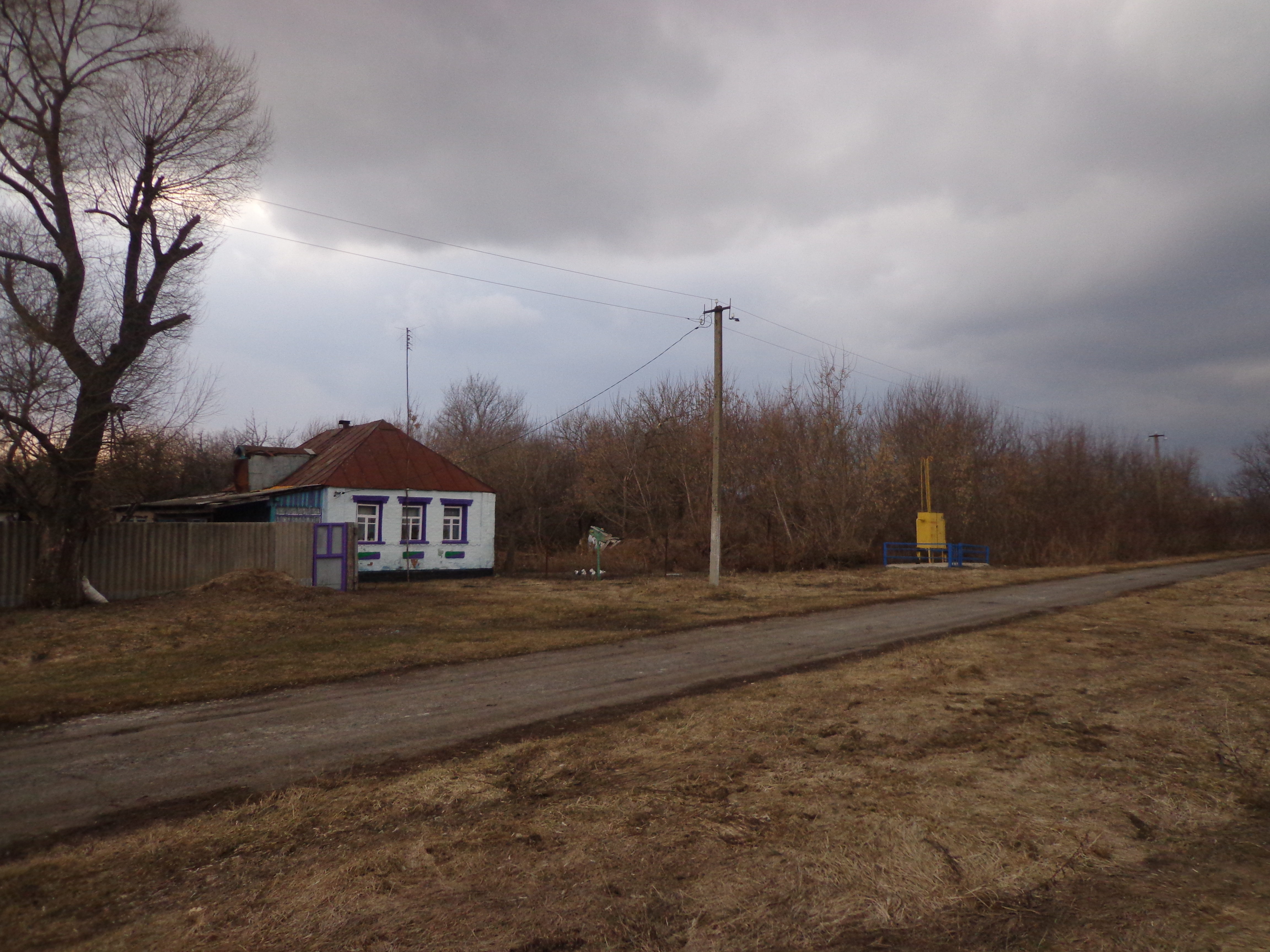
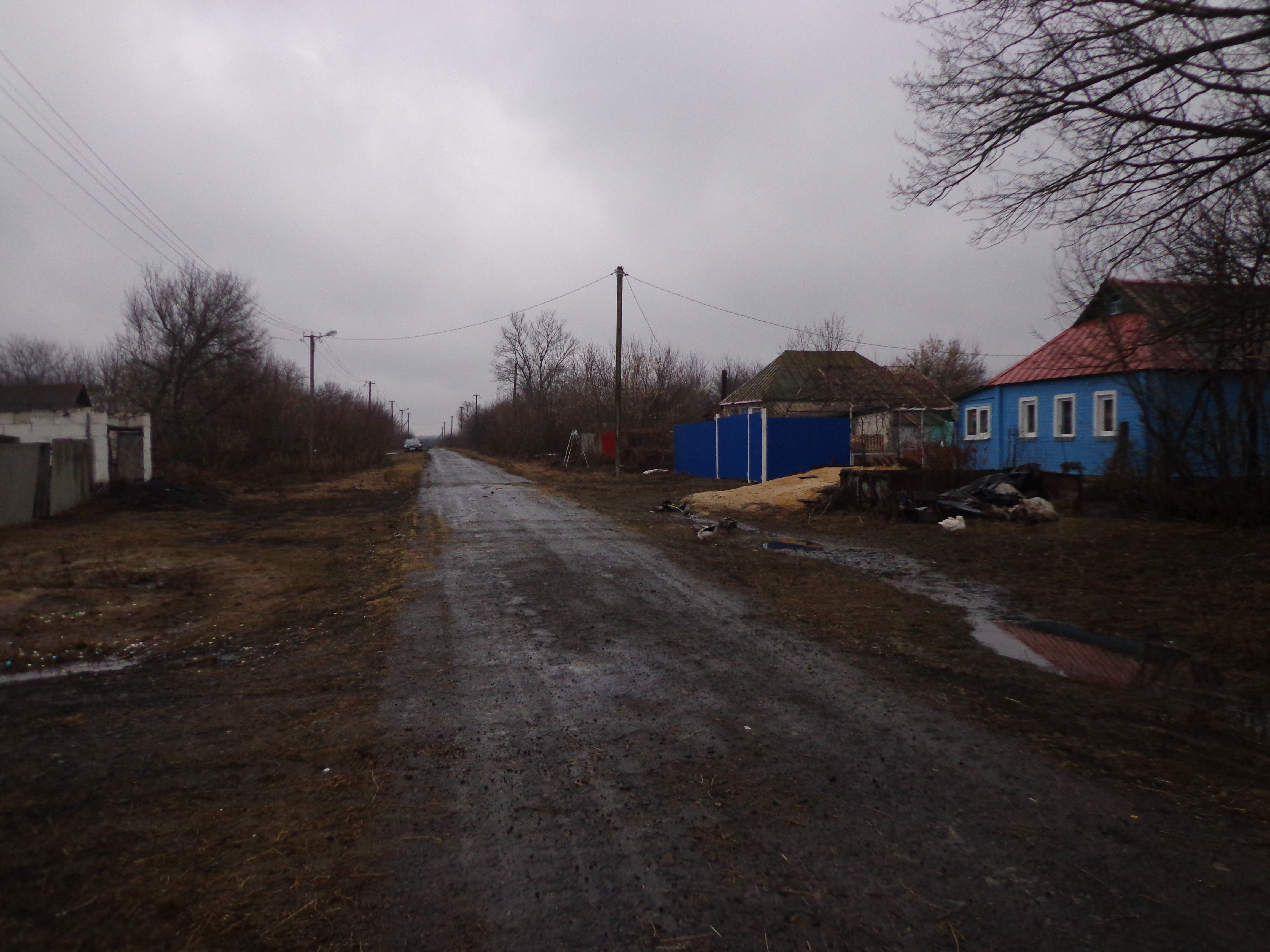

## Население
| 2002 | 2010 |
| ---- | ---- |
| 39   | ↘21  |